# 谭家寨乡
谭家寨乡，是中华人民共和国湖南省怀化市麻阳苗族自治县下辖的一个乡镇级行政单位。

## 行政区划
谭家寨乡下辖以下地区：
弄里村、宋家湾村、吴公桥村、楠木桥村、太平头村、黄茶村、竹子坳村、咸池坳村、跃坪村、梅场村、乌林溪村、白竹林村、禾塘头村和停子坪村。